# Бронхоскопия

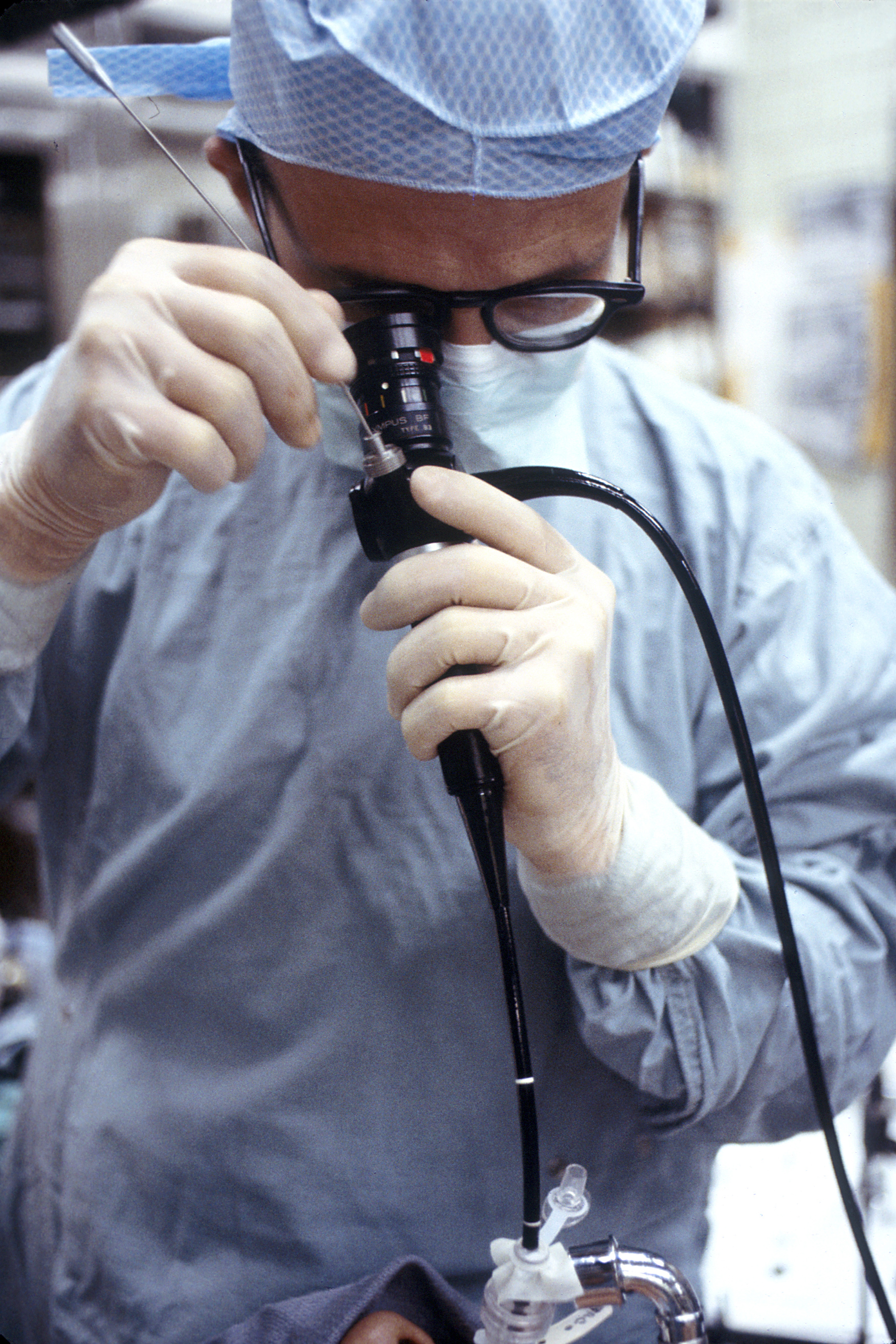
Врач, проводящий бронхоскопию при помощи бронхофиброскопа

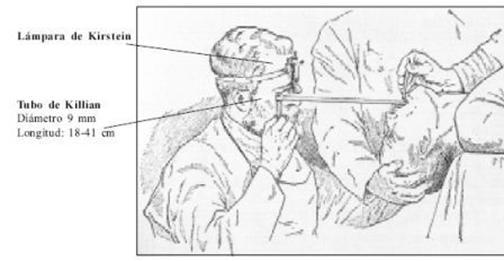
Бронхоскопия при помощи жёсткого бронхоскопа

Бронхоскопия (от др.-греч. βρόγχος — дыхательное горло, трахея и σκοπέω — смотрю, рассматриваю, наблюдаю), называемый также трахеобронхоскопией — это метод непосредственного осмотра и оценки состояния слизистых трахеобронхиального дерева: трахеи и бронхов при помощи специального прибора — бронхофиброскопа или жёсткого дыхательного бронхоскопа, разновидности эндоскопов.
Современный бронхофиброскоп — это сложный прибор, состоящий из гибкого стержня с управляемым изгибом дальнего конца, рукоятки управления и осветительного кабеля, связывающего эндоскоп с источником света, часто оснащённый фото- или видеокамерой, а также манипуляторами для проведения биопсии и удаления инородных тел.

## Показания и область применения бронхоскопии

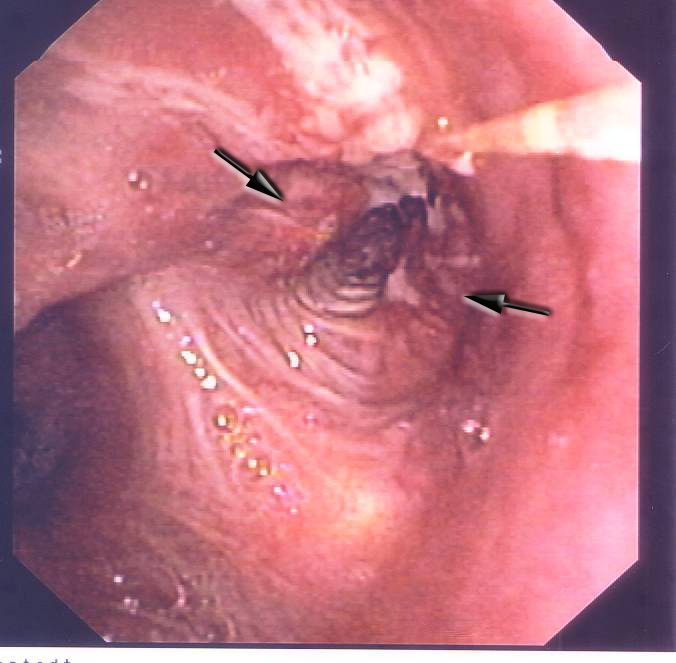
Просвет левого верхнедолевого бронха при бронхоскопии. Стрелками обозначены новообразования

Бронхоскопия применяется с диагностическими и лечебными целями.
Показаниями к бронхоскопии является подозрение на опухоль или воспаление в бронхах. Бронхоскопия применяется для диагностики причин кровохарканья и при обнаружении рентгенологических признаков диссеминированных процессов в лёгких.
При помощи бронхоскопии возможно извлечение из бронхов инородных тел, осмотр искривлённых и суженных бронхов, проведение биопсии и введение лекарственных средств.
Показания для жёсткой бронхоскопии.
Жёсткий дыхательный операционный бронхоскоп обеспечивает выполнение операционной бронхоскопии под местной анестезией с применением мышечных релаксантов под наркозом с инъекционной вентиляцией лёгких.
Возможно применение высокоэнергетического лазера для лазерной фотодеструкции. Жесткий бронхоскоп позволяет удалять инородные тела дыхательных путей, в том числе, недоступные для удаления с помощью фиброскопов. Жесткий бронхоскоп может использоваться для восстановления проходимости трахеи и главных бронхов при их сужении или обтурации рубцами, доброкачественными или злокачественными опухолями, а также может применяться для постановки стентов различной формы при рубцовых и опухолевых стенозах.
Жесткий бронхоскоп эффективен в поисках локализации очагов поражения при острых абсцессах лёгкого, а также при дифференциальной диагностике бактериального нагноения и распадающегося рака при наличии полости в легком, а также, для применения лечебного лаважа бронхов при значительном скоплении в дистальных отделах бронхов густой, вязкой мокроты в случаях неэффективной экспекторации, при бронхиальной астме тяжёлого течения в условиях инжекционной вентиляции лёгких.
С целью временной окклюзии бронхиального просвета для массивного лёгочного кровотечения, пневмоторакса и пиопневмоторакса.

## Расшифровка результатов фибробронхоскопии
В современных эндоскопах детальное, четкое изображение с фото- или видеокамеры бронхоскопа передается на экран телевизора (или записывается в компьютер) и затем может быть напечатано при помощи принтера.

## Подготовка к фибробронхоскопии
- Перед выполнением бронхоскопии должно выполняться рентгенологическое исследование органов грудной клетки. Кроме этого необходимы результаты электрокардиографии, определения газов крови, показателей коагулограммы, уровня мочевины в крови.
- Врач-эндоскопист должен быть осведомлён о наличии у обследуемого пациента заболеваний (например сахарный диабет, ишемическая болезнь сердца, инфаркт в анамнезе, гормонотерапия, лечение антидепрессантами) и о наличии аллергии на лекарственные препараты.
- Бронхоскопия проводится строго натощак, чтобы избежать случайного заброса остатков пищи или жидкости в дыхательные пути при рвотных движениях и поэтому последний приём пищи должен быть не позже 21.00 накануне исследования.
- В день исследования не пьют воду.
- О приёме лекарств следует посоветоваться с врачом, назначившим бронхоскопию и с лечащим врачом.
- Бронхоскопия проводится в стационаре в специально предназначенных для этого кабинетах.
- Накануне бронхоскопии пациенту может быть проведена премедикация (сделан успокаивающий укол).
- Рекомендуется взять с собой полотенце, так как после процедуры возможно отхаркивание с кровью.

## Проведение фибробронхоскопии
- Бронхоскопию проводят обученные врачи-эндоскописты, прошедшие специализацию по бронхоскопии.
- Непосредственно перед проведением бронхоскопии проводится дополнительная премедикация.
- Необходимо снять зубные протезы, а также украшения для пирсинга.
- Больным с бронхоспастическим компонентом (хронический обструктивный бронхит, бронхиальная астма) за 40 минут до начала исследования целесообразно ввести внутримышечно атропин, седуксен и димедрол и за 15—20 минут сделать внутривенную инъекцию раствора эуфиллина, а непосредственно перед началом анестезии дать вдохнуть аэрозоль (окспренолин, сальбутамол) из индивидуального дозатора.
- Необходимо снять верхнюю одежду или ослабить воротник (расстегнуть пуговицы).
- Выполняется местная анестезия слизистой носовой полости и ротоглотки при помощи распылителя с анестетиком. Местная анестезия необходима для устранения болезненных ощущений при проведении эндоскопа через нос и подавления рвотного рефлекса.
- Бронхоскопия проводится в положении сидя или лежа. Это решает врач.
- Врач вводит эндоскоп в дыхательные пути под контролем зрения, постепенно осматривая нижележащие отделы трахеобронхиального дерева с обеих сторон. Аппарат обычно вводится через носовой, но в некоторых случаях может быть введён в дыхательные пути и через рот. Диаметр эндоскопа существенно меньше просвета трахеи и бронхов, поэтому затруднений дыхания быть не должно.
- Врач рассматривает поверхность глотки, трахеи и бронхов.
- При необходимости проводится фото- или видеосъёмка и запись изображения. При благоприятных условиях через бронхоскоп можно осмотреть не только крупные бронхи, но и разветвления мелких бронхов.
- По показаниям может быть проведена биопсия. Эта манипуляция безболезненна.
- Также по показаниям проводят лечебные манипуляции, например, удаление инородного тела.
- Затем бронхоскоп извлекается.

## Последствия и осложнения фибробронхоскопии
Чувство онемения, небольшой заложенности носа, чувство «комка» в горле и небольшое затруднение проглатывания слюны, возникающие вследствие анестезии проходят обычно в течение часа.
Принимать пищу можно после того, как полностью пройдет ощущение онемения языка и глотки, чтобы предотвратить попадание пищи и жидкости в трахею. Обычно это требует 20-30 минут. Если выполняли биопсию, то время приёма пищи определит врач.
Процедура может сопровождаться довольно серьёзными осложнениями. Среди осложнений отмечаются повреждение стенки бронха, пневмоторакс, кровотечение после биопсии, бронхоспазм, пневмония, аллергические реакции.